# Mobile Shopping
Mobile Shopping ist eine Sonderform des Versandhandels, bei der der Einkaufsvorgang mit Hilfe eines mobilen Gerätes (Smartphone) durchgeführt wird. Erste Versuche des Mobile Shopping wurden bereits ab 2002 unternommen. Basis waren speziell für Handydisplays aufbereitete Webseiten (WAP). Aufgrund kleiner Displays, schwieriger Bedienung und des geringen Angebotes setzte sich diese Form allerdings zunächst nicht durch.
Mit Entwicklung von Smartphones entwickelte sich Mobile Shopping zu einem wichtigen Element neben dem klassischen Onlinehandel. Der Einkaufsvorgang erfolgt dabei entweder durch an das kleine Bildschirmformat angepasste Websites oder durch spezielle Shopping-Apps.
Neue Möglichkeiten entstanden zudem ab 2008 durch QR-Codes, die beim Einscannen direkt auf einzelne Produkte in einem Shopangebot verweisen. Hiermit ist es erstmals möglich, Versandhandel und stationären Handel (Ladengeschäft) zu verbinden. Wenn Produkte in Schaufenstern mit sogenannten QR Order Codes versehen werden, können Verbraucher unabhängig von Öffnungszeiten die referenzierten Produkte bei diesem Händler bestellen.
Rechtlich handelt es sich bei Mobile Shopping um eine Form des Distanzhandels. Die Verbraucherrechte entsprechen denen des sonstigen Onlinehandels.

## Facetten des Mobile Shoppings
Mobile Shopping wird durch branchenspezifische Facetten geprägt. Im Rahmen des Absatzmarketings werden dabei drei Erscheinungsformen von einander unterschieden.

### Mobile Shopping als eigenständiger Shoppingkanal
Unter der ältesten Erscheinungsform von Mobile Shopping wird das Kaufen, Reservieren oder Buchen von Waren oder Dienstleistungen aller Art über mobile Endgeräte verstanden. Heutzutage kommen vor allem Smartphones und Tablets zum Einsatz. Mobile Shopping wird damit als eigenständiger (autarker) Shoppingkanal („mobile shopping channel“) assoziiert und gilt als die Erweiterung des Online Shoppings.

### Mobile Shopping im Kontext des stationären Handels
Die facettenreichste Begriffauffassung von Mobile Shopping existiert im Kontext des stationären Handelsumfelds und versteht die zusätzliche Anwendung mobiler Endgeräte im Rahmen des Einkaufsprozesses als eine Art „personal shopping assistant“ bzw. „digital shopping companion“. Die Bandbreite der infrage kommenden Shoppinganwendungen ist in diesem Zusammenhang wiederum sehr Vielfältig und erstreckt sich über alle Aktivitäten der Vor-, Kaufs- oder Nachkaufphase. Je nach Fokussierung und Technologie ergeben sich wiederum Nischenbereiche (z. B. Mobile Payment, Mobile Marketing etc.).

### Mobile Shopping in Verbindung mit anderen Medien (Cross-Media-Integration)
Ein weiteres Einsatzgebiet von Mobile Shopping bezieht sich auf eine Cross-Media-Integration, womit die Verknüpfung von mobilen Shoppinganwendungen mit Print- und Rundfunkmedien gemeint ist. Hierbei haben die Mobilfunkgeräte eine besondere Zubringerrolle für klassische Medien. Klassische Rundfunkmedien, wie z. B. Radio und Fernsehen, lassen sich gezielt mit Smartphones und Tablets kombinieren, um den Konsumenten zum „Purchase at moment“ zu verleiten.